# Josef Issels
Josef Maria Issels (Mönchengladbach, 21 de noviembre de 1907 - San Francisco, 11 de febrero de 1998) fue un médico y curandero alemán conocido por promover un tratamiento alternativo contra el cáncer, el tratamiento Issels. Afirmó curar a pacientes con cáncer que habían sido declarados incurables por los tratamientos convencionales. Durante la vida de Issels, sus métodos fueron controvertidos y en 1961 fue acusado de fraude y homicidio por supuestamente prometer curas fraudulentas para el cáncer y por las muertes posteriores de pacientes bajo su cuidado que rechazaron el tratamiento estándar contra la enfermedad. Una condena inicial por homicidio involuntario fue anulada en 1964 con el argumento de que Issels había creído genuinamente que su terapia podía curar el cáncer.  Al menos desde 1972, el tratamiento de Issels se describe como no probado y considerado ineficaz como tratamiento para el cáncer.

## Biografía
Nacido en Mönchengladbach en 1907, Issels se licenció en medicina en 1932 en la Universidad de Wurzburgo. Según un obituario en el Journal of Alternative and Complementary Medicine, Issels se hizo un nombre como joven médico varios años después al operar con éxito en condiciones improvisadas a un pasajero enfermo a bordo de un vapor alemán.
Más tarde, durante la Segunda Guerra Mundial, Issels supuestamente solicitó renunciar a su membresía en el Partido Nazi cuando se le ordenó que dejara de tratar a pacientes judíos. Su petición fue aceptada, pero inmediatamente fue reclutado y enviado al frente oriental como médico de combate  de la Wehrmacht. Capturado por el Ejército Rojo, Issels pasó varios años en campos de prisioneros de guerra soviéticos hasta su liberación a finales de 1945.

## Tratamiento de Issels
Issels creía que el cáncer era causado por el debilitamiento del sistema inmunológico humano y, por tanto, debía curarse fortaleciéndolo nuevamente. Sin embargo, no cuestionó la importancia de las terapias convencionales contra el cáncer, como la cirugía y la quimioterapia, y de hecho las utilizó en el tratamiento de sus pacientes. Issels no abogó por una nueva terapia similar a una panacea, sino que prescribió varios tratamientos descuidados, olvidados o no convencionales, como la vacuna Coley iniciada por William Coley, la hipertermia, donde Manfred von Ardenne investigó su eficacia en el cáncer.
Issels abrió su clínica Ringberg en Baviera en 1951. A medida que la clínica alcanzó mayor fama, pacientes de todo el mundo comenzaron a buscar su tratamiento. Sin embargo, otros médicos no aprobaron su práctica, en concreto el Consejo Médico de Baviera, que acusó a Issels de fraude y homicidio. Después de una batalla legal de cuatro años, las condenas de Issels por todos los cargos fueron anuladas y se volvió a otorgar la licencia a su clínica. Los centros y clínicas Issels continúan tratando a pacientes con cáncer en todo el mundo, con todos los tipos y etapas de cáncer.
La medallista olímpica británica Lillian Board fue tratada en su clínica de Rottach-Egern por cáncer, pero murió a causa de la enfermedad.
Una revisión de las afirmaciones de Issels realizada por la American Cancer Society concluyó que no había evidencia de que el tratamiento con la terapia combinada de Issels o cualquier tratamiento relacionado fuera efectivo contra el cáncer.

## Muerte y legado
Issels escribió varios libros, incluida una autobiografía en 1981, Mi lucha contra el cáncer, sobre su comprensión del cáncer, así como muchos artículos científicos.
Murió de neumonía a la edad de 90 años  Su obituario en el Journal of Alternative and Complementary Medicine lo describió como el "Padre de la Medicina Integrativa".